# Egon Schwarz
Egon Schwarz (* 8. August 1922 in Wien; † 11. Februar 2017 in St. Louis) war ein US-amerikanischer Literaturwissenschaftler österreichischer Herkunft. Er lehrte als Professor für Neuere deutsche Literaturgeschichte an der Harvard University in Cambridge bei Boston und der Washington University in St. Louis.

## Leben
Egon Schwarz wurde 1922 in Wien als einziges Kind eines ostjüdischen Kaufmanns und seiner Frau geboren. Er besuchte die Volksschule in der Siegelgasse und anschließend das Franz-Josef-Realgymnasium. 1938 konnte er als Jude mit seinen Eltern aus Wien über Pressburg, Prag, Paris, La Rochelle und Arica nach La Paz flüchten. Um zu seinem Überleben beitragen zu können, war er von 1939 an als ungelernter Gelegenheits- und Wanderarbeiter in verschiedenen Branchen in Bolivien (dort u. a. in den Bergwerken von Potosí), und Chile tätig. 1945, am Tage seines 23. Geburtstages, reiste er nach Ecuador ein. In der Hafenstadt Guayaquil erreichte ihn die erste Nachricht über das Schicksal seiner in Europa zurückgebliebenen Verwandten. Von vierundzwanzig Familienangehörigen hatte nur ein Bruder seiner Mutter die Nazi-Gräuel überlebt.
Schwarz reiste weiter nach Quito, wo er einen Job als Dolmetscher und Übersetzer bei der amerikanischen Militärmission fand. Er blieb zwei Jahre in der Stadt, und auf die selbstgestellte Frage, was er in dieser Zeit hier noch so getrieben habe, erwähnt er unter anderem: „Ich habe als Schauspieler an einem Emigrantentheater mitgewirkt, wo wir von Curt Götz bis zurück zu Schiller alles, was lustig oder bühnenwirksam ist im deutschen Drama, aufführten.“ Das einzige Emigrantentheater dieser Zeit in Quito waren die von Karl Löwenberg gegründeten und geleiteten Kammerspiele. Welche Rollen er dort spielte, erwähnt Schwarz leider nicht.
Nach einem erneuten Aufenthalt in Guayaquil und einem krankheitsbedingten Aufenthalt in den USA, der aber auch dazu diente, sich Schulzeugnisse und andere Dokumente vom österreichischen Konsulat in New York beglaubigen zu lassen, kehrte er zu seinen im ecuadorianischen Cuenca lebenden Eltern zurück. Hier legte er das Abitur ab und studierte anschließend an der örtlichen Universität Jura. Es war neben Medizin und Ingenieurwissenschaften die einzige Studienrichtung, die es dort gab und die für ihn mit seiner Sprachbegabung in Frage kam.
1949 konnte Egon Schwarz in die USA wechseln, was nur möglich wurde, weil Professor Bernhard Blume ihm uneigennützig am privaten christlichen Otterbein College in Westerville eine Stelle als Deutschlehrer vermitteln konnte. An der benachbarten Ohio State University in Columbus und später an der University of Washington in Seattle studierte er Germanistik und Romanistik. In Seattle schrieb er seine Doktorarbeit über Georg Christoph Lichtenberg. Ein wichtiges Anliegen waren ihm die Erinnerung an die und die Erforschung der Exilliteratur.
Schwarz hatte Professuren an der Harvard University in Cambridge bei Boston und der Washington University in St. Louis sowie Gastprofessuren an verschiedenen Universitäten in Amerika, Europa und Neuseeland inne. Seit 1993 war er emeritiert. 1972 erhielt er die Liebieg-Medaille des Heimatkreises Reichenberg in Augsburg und 2008 in Stuttgart den Johann Friedrich von Cotta-Literatur- und Übersetzungspreis. Egon Schwarz war korrespondierendes Mitglied der Deutschen Akademie für Sprache und Dichtung und Mitglied des P.E.N.-Zentrums deutschsprachiger Autoren im Ausland.
Im Jahre 2011 gab Schwarz seinen Vorlass in das Deutsche Literaturarchiv im süddeutschen Marbach.
Er starb an den Folgen eines Schlaganfalls.

## Werk
Egon Schwarz gilt in der Germanistik als einer der wichtigsten Vermittler deutschsprachiger Literatur und Kultur in den Vereinigten Staaten. Er befasst sich mit deutschsprachiger Literatur des 19. and 20. Jahrhunderts und hat bedeutende Beiträge zu Autoren wie Joseph von Eichendorff, Rainer Maria Rilke, Franz Kafka, Thomas Mann und Hermann Hesse publiziert. Die von ihm mit Matthias Wegner herausgegebene Textsammlung Verbannung (1964) war das erste umfangreichere Buch über emigrierte Schriftsteller, die Hitler-Deutschland verlassen hatten. In seiner Autobiographie Keine Zeit für Eichendorff. Chronik unfreiwilliger Wanderjahre (1979 u. ö., Neuausgabe unter dem Titel Unfreiwillige Wanderjahre. Auf der Flucht vor Hitler durch drei Kontinente, 2005 u. ö.) beschreibt Schwarz seine Kindheit und Jugend in Wien, seine und seiner Eltern erzwungene Flucht aus Österreich sowie sein abenteuerliches Leben in Südamerika, bis zum Erreichen seines Ziels, des Literaturstudiums in den USA. Schwarz nähert sich in seinen Arbeiten der Literatur von einer historisch-kritischen Perspektive, indem er den Einfluss der Geschichte auf literarische Werke ebenso untersucht wie deren Einfluss auf das Lesepublikum. Dieses Verfahren bestimmt z. B. seine Studie über Hermann Hesse von 1970, in der er der Frage nachgeht, warum Hesse bei jungen Amerikanern der 1960er Jahre Kultstatus erlangt hat. Seine Annäherung an die Dichtung Rainer Maria Rilkes findet sich in Das verschluckte Schluchzen (1972). Darin vertritt er die These, Rilkes Dichtung sei trotz aller Mystik von seiner Zeit beeinflusst worden; dieser Einfluss habe zudem sozio-historische Spuren im Werk Rilkes hinterlassen. Schwarz initiierte mit dieser These eine weitergehende Kontroverse in der Fachwissenschaft. Neben seiner wissenschaftlichen Tätigkeit war Schwarz über lange Jahre auch als Literaturkritiker tätig, vor allem für die Frankfurter Allgemeine Zeitung.

## Werke (Auswahl)
- Rationalism and Irrationalism in Lichtenberg as Seen in His Attitude Toward National and Racial Problems. Seattle, Univ., Diss. 1954.
- Hofmannsthal und Calderon. The Hague: Harvard and Mouton 1962. (= Harvard Germanic Studies. 3.)
- Hg. mit Matthias Wegner: Deutsche über Deutschland. Hamburg: Wegner 1963.
- Hg. mit Matthias Wegner: Verbannung. Aufzeichnungen deutscher Schriftsteller im Exil. Hamburg: Wegner 1964.
- Joseph von Eichendorff. New York: Twayne 1972. (= Twayne’s World Authors Series. 163.)
- Das verschluckte Schluchzen. Poesie und Politik bei Rainer Maria Rilke. Frankfurt/Main: Athenäum 1972.
- Keine Zeit für Eichendorff. Chronik unfreiwilliger Wanderjahre. Königstein/Ts.: Athenäum 1979, ISBN 3-7610-8046-8. Neuausgabe: Mit einer Nachschrift 1991 und einem Essay von Hans-Albert Walter. Frankfurt/Main: Büchergilde Gutenberg 1992. (= Bibliothek Exilliteratur.), ISBN 3-7632-4059-4. 2. Neuausgabe unter dem Titel: Unfreiwillige Wanderjahre. Auf der Flucht vor Hitler durch drei Kontinente. Nachwort von Uwe Timm. München: Beck 2005. (= BsR. 1662.), ISBN 3-406-52836-8. 2. Aufl., ebd. 2009, ISBN 978-3-406-58686-6. Engl. Ausg.: Refuge. A Chronicle of a Flight from Hitler. Übers. v. Philip Boehm. Riverside, Calif.: Ariadne Press 2002. (= Studies in Austrian literature, culture, and thought. Biography, autobiography, memoirs series.), ISBN 1-57241-104-X. Span. Ausg.: Años de vagabundeo forzado. Huyendo de Hitler a través de tres continentes. Übers. v. Elisabeth Siefer. Mexiko-Stadt: Eón 2012, ISBN 978-607-9124-76-2.
- Dichtung, Kritik, Geschichte. Essays zur Literatur 1900–1930. Vorwort v. Helmut Kreuzer. Göttingen: Vandenhoeck & Ruprecht 1983, ISBN 3-525-20753-0.
- Literatur aus vier Kulturen. Essays und Besprechungen. Göttingen: Vandenhoeck & Ruprecht 1987, ISBN 3-525-20765-4.
- Ich bin kein Freund allgemeiner Urteile über ganze Völker. Essays über österreichische, deutsche und jüdische Kultur. (Hg. v. Dietmar Goltschnigg u. Hartmut Steinecke). Berlin: Erich Schmidt 2000. (= Philologische Studien und Quellen. 163.), ISBN 3-503-04971-1.
- Die japanische Mauer. Ungewöhnliche Reisegeschichten. Siegen: Carl Böschen Verlag 2002, ISBN 3-932212-33-9.
- (Mit) Schwarz lesen. Essays und Kurztexte zum Lesen und Gelesenen. Hg. v. Jacqueline Vansant. Wien: Praesens 2009, ISBN 978-3-7069-0568-8.
- Wien und die Juden. Essays zum Fin de Siècle. Nachwort von Jochen Bloss. München: Beck 2014, ISBN 978-3-406-66134-1.

## Bibliographien zu Egon Schwarz
- Veröffentlichungen von Egon Schwarz (bis 1983). In: Egon Schwarz: Dichtung, Kritik, Geschichte. Essays zur Literatur 1900–1930. Göttingen: Vandenhoeck & Ruprecht 1983, S. 231–237, ISBN 3-525-20753-0.
- Egon Schwarz. Publikationsverzeichnis. In: Paul Michael Lützeler, Gerhild S. Williams u. Herbert Lehnert (Hrsg.): Zeitgenossenschaft. Zur deutschsprachigen Literatur im 20. Jahrhundert. Festschrift für Egon Schwarz zum 65. Geburtstag. Frankfurt/Main: Athenäum 1987, S. 339–352, ISBN 3-610-08921-0.
- Bibliographie Egon Schwarz. In: Beatrix Müller-Kampel (Hrsg.): Lebenswege und Lektüren. Österreichische NS-Vertriebene in den USA und Kanada. Tübingen: Niemeyer 2000. (= Conditio Judaica. 30.) S. 204–217, ISBN 978-3-484-65130-2.
- Schwarz, Egon. In: Keith Alexander u. Annemarie Sammartino (Hrsg.): German Studies in North America. A Directory of Scholars. Washington, DC: Publications of the German Historical Institute 2004. (= Reference guide. 17.) S. 879–886.
- Bibliographie Egon Schwarz. In: Armin Winkler: „Schreiben ist Kommunizieren“. Egon Schwarz: Literaturwissenschaftler und Autobiograph. Graz, Univ., Ma.-Arb. 2012, S. 76–87.